# 魏永康
魏永康（1983年6月17日—2021年11月9日）是一位中華人民共和國神童，曾被稱為「東方神童」以及「高分低能」。
魏永康出生於湖南省岳陽市華容縣。父親魏炳南是退伍軍人，母親曾學梅是百貨公司工人。魏永康2、3個月時曾學梅教導他認字、讀詩。魏永康2歲時學會1千多個漢字，4歲時完成中學等級課程，小學只讀了2年級與6年級。8歲時跳級進入縣屬重點中學。13歲時考進湘潭大學物理系。17歲時進入中科院高能物理研究所，但因缺乏生活自理能力被學校勸退。此後魏永康一度離家出走，前往杭州、宁波、上海、郑州、湛江，在玉林期間弄丟了錢，最終被警察送回了家。2005年1月重新报考湘潭大学物理系研究生，但未能成功。2005年10月前往上海一家航天研究机构上班，不久因屢次遲到被勸退。
2008年與妻子付碧結婚，婚後育有1兒1女。後來兩人在廣東深圳工作。2021年11月9日因突發疾病去世。